# Arnold Edward Ortmann
Arnold Edward Ortmann fue un naturalista estadounidense de origen germano, ( 8 de abril de 1863, Magdeburgo - Pittsburgh, 3 de enero de 1927 ).
Era hijo de Edward Fran Ortmann y de Bertha Lorenz. Hace sus estudios en las Universidades de Jena (allí fue alumno de Haeckel), Kiel y de Estrasburgo. Se enrola en el Ejército de 1882 a 1883. Obtendrá su doctorado en Jena en 1885. Viaja al sultanato de Zanzíbar entre 1890 a 1891.
Se casa con Anna Zaiss el 5 de diciembre de 1894, y ese mismo año se van a EE. UU.. De 1894 a 1903, será curador de Paleontología de invertebrados en la Universidad de Princeton, y de 1903 a 1909, la misma función en el Museo Carnegie de Pittsburgh. Entre 1909 a 1910, es instructor de Geología en la Escuela de Geografía de la Universidad de Pittsburgh; de 1910 a 1925 profesor de Geología; a partir de 1925 profesor de Zoología. Obtiene un Doctorado en Ciencias de Pittsburg, en 1911

## Obra
Sus estudios taxonómicos en moluscos y crustáceos de agua dulce, dieron un especial foco a la distribución geográfica de las especies dando una base fundamental que sigue siendo válida hoy. En 1920, formula la "Ley Ortmann de Posiciones en las corrientes", que afirma que una especie de molusco puede tener diferentes apariencias dependiendo del lugar en la corriente fluvial donde vive cada individuo:

mientras estudiaba los moluscos Naiad de la  Alta Cuenca del Ohio, me di cuenta, que ciertas especies habitantes de las nacientes y de arroyuelos , vs. grandes corrientes de aguas abajo, eran diferentes, pero muy similares en el patrón de formas, distinguibles principalmente por un caracter, normalmente la obesidad. Las formas en las nacientes son más comprimidos o chatos, y los de aguas abajo más convexos y rellenos. También encontré que en los ríos se veían intergrados de tamaño mediano entre los extremos.
—Ortmann, 1920, p. 270

Esa observación ayudó muchísimo para simplificar la taxonomía de moluscos, ya que previamente, a esos diferentes morfotipos se los ponía en diferentes especies.
- Flora Hennebergica, 1887
- Grundzüge der Marinen Tiergeographie, 1896
- Continuation of Die Decapodon in Bronn’s Klassen und Ordnungen des Tierreiches, 1898-1900
- Tertiary invertebrates of the Princeton Expedition to Patagonia, 1902

## Honores

### Epónimos
- (Orchidaceae) × Laeliocattleya ortmannii Shafer[3]

- La abreviatura «A.E.Ortmann» se emplea para indicar a Arnold Edward Ortmann como autoridad en la descripción y clasificación científica de los vegetales.[4]

## Abreviatura (zoología)
La abreviatura Ortmann  se emplea para indicar a Arnold Edward Ortmann como autoridad en la descripción y taxonomía en zoología.